# Marguerite de Navarre (reine de Sicile)
Pour les articles homonymes, voir Marguerite de Navarre.
Marguerite de Navarre, dite parfois aussi Marguerite de Sicile (né c. 1130 – 12 août 1183), est une reine de Sicile par son mariage avec le roi Guillaume Ier de Sicile, et régente du royaume pendant la minorité de leur fils Guillaume.

## Biographie
Fille du roi Garcia V de Navarre et de Marguerite de l'Aigle, elle épouse vers 1150 le prince Guillaume de Sicile, quatrième fils de Roger II de Sicile.
On la soupçonna[Qui ?] en 1167 d'entretenir une relation avec un baron normand, Richard de Mandra[réf. nécessaire], qu'elle avait nommé chancelier du royaume.
Elle est inhumée par son fils Guillaume II dans la cathédrale de Monreale.

## Descendance
De son mariage avec le roi Guillaume Ier de Sicile elle eut quatre enfants :
- Roger (1152-1161), duc d'Apulie ;
- Robert (1153-1160), prince de Capoue ;
- Guillaume (1153-1189), roi de Sicile en 1166 ;
- Henri (1160-1172), prince de Capoue.